# Strzelanina w Oxford High School
Strzelanina w Oxford High School – strzelanina, która miała miejsce 30 listopada 2021 roku w szkole średniej Oxford High School w mieście Oxford w stanie Michigan w Stanach Zjednoczonych; uzbrojony 15-letni napastnik zastrzelił 4 uczniów i zranił 7 innych osób, w tym jednego nauczyciela z tej szkoły. Sprawcą strzelaniny był 15-letni uczeń szkoły Ethan Crumbley. Była to najkrwawsza strzelanina szkolna w Stanach Zjednoczonych od czasów strzelaniny w Santa Fe High School, do której doszło 18 maja 2018 roku, kiedy zginęło 10 osób, a 14 odniosło obrażenia.

## Tło
Już jakiś czas przed atakiem pod adresem Oxford High School pojawiały się pogróżki zapowiadające popełnienie w niej masowej strzelaniny. Wcześniej w listopadzie 2021 roku w szkole miał miejsce akt wandalizmu, kiedy nieznany sprawca położył głowę zwierzęcia na dachu szkoły i zrzucił ją na podwórko.

## Przebieg
Sprawca ataku użył półautomatycznego pistoletu podczas strzelaniny – strzelanina miała miejsce w południowej części szkoły i trwała co najmniej 5 minut; kamery w szkole zarejestrowały sprawcę, kiedy o godz. 12:50 wchodzi do łazienki z plecakiem, a później opuszcza łazienkę bez plecaka, lecz z pistoletem w dłoni. Chwilę później zaczął strzelać na korytarzu szkolnym do uczniów, po czym szedł korytarzem i mierzył z broni w klasy i w uczniów, którzy przewrócili się na korytarzu w wyniku paniki po pierwszych strzałach.
Napastnik został aresztowany kilka minut po strzelaninie przez dwóch zastępców szeryfa hrabstwa Oakland. W momencie zatrzymania wciąż miał przy sobie znaczną ilość amunicji i naładowany pistolet, a podczas konferencji prasowej jeden z zastępców szeryfa powiedział o tym, że napastnik dorastał w normalnym domu i nie sprawiał problemów w szkole i ogłosił też to, że motyw działania sprawcy jest ustalany.

### Następstwa
Po ataku potwierdzono śmierć trzech osób i rany u ośmiorga innych, w tym u nauczyciela – kolejna osoba zmarła dzień po tej strzelaninie z powodu odniesionych obrażeń; strzelanina w szkole rozegrała się w przeciągu 5 minut zanim sprawca został aresztowany.
Śledczy odmówili podania danych napastnika z powodu tego, że jest on nieletni, ale ujawnili to, że strzelaninę rozpoczął w swojej klasie i został po ataku umieszczony w placówce dla nieletnich pod nadzorem straży zapobiegającej możliwości samobójstwa z jego strony – później media w Stanach Zjednoczonych zidentyfikowały go jako 15-letniego Ethana Crumbleya; ujawniono to, że napastnik użył podczas ataku pistoletu typu SIG-Sauer SP 2022, który został nabyty przez ojca napastnika w tzw. czarny piątek (na kilka dni przed atakiem) i oddał z niego podczas ataku co najmniej 30 strzałów.

## Ofiary strzelaniny
W wyniku ataku zginęło czworo uczniów – troje na miejscu zdarzenia, a ostatnia osoba zmarła w szpitalu dzień później w wyniku ciężkich ran po postrzale. Uczniowie zabici w trakcie strzelaniny byli w wieku od 14 do 17 lat.

## Sprawca
Sprawcą strzelaniny okazał się 15-letni uczeń szkoły Ethan Crumbley. Przed atakiem umieścił na swoim koncie na portalu społecznościowym Instagram wpis pod nickiem Czarna śmierć, w którym napisał Teraz jestem śmiercią – niszczycielem światów – którą jutro zobaczy miasto Oxford., a wcześniej zamieszczał na nim zdjęcia z horrorów. Według doniesień innych uczniów, chłopak był prześladowany w szkole średniej.

### Proces
Sprawca wstępnie został oskarżony o dokonanie zabójstwa jako nieletni. Następnie został oskarżony o dokonanie zamachu terrorystycznego, zabójstwa z premedytacją i posiadanie broni palnej w szkole. Dziennikarze z agencji prasowej Associated Press przekazali informację o tym, że to pierwszy raz kiedy atak na szkołę popełniony w zemście za prześladowanie, możliwie związany z naśladownictwem poprzednich ataków dokonanych w szkołach, został uznany za zamach terrorystyczny.
Podczas konferencji prasowej prokurator stanowa powiedziała w wywiadzie dla mediów o tym, że rozważa postawienie zarzutów rodzicom sprawcy z powodu zakupienia mu broni, co było w jej opinii bardzo nieodpowiedzialne z ich strony.

## Reakcje
Po ataku jedna z miejscowych organizacji zajmujących się pomocą dla osób po traumatycznych wydarzeniach wsparła uczniów i ich rodziny. Wielu uczniów doznało bowiem traumy z powodu straty kolegów, bądź widoku martwych ciał leżących na podłodze w szkole.
Prezydent Stanów Zjednoczonych Joseph Biden przesłał swoje kondolencje rodzinom zabitych i osobom poszkodowanym w związku z masakrą; na miejscu ataku, jeszcze w tym samym dniu, odbyły się żałobne czuwania po to, by oddać hołd osobom zabitym w trakcie strzelaniny, do której doszło w szkole, a dzień po ataku odnotowano znaczną ilość karalnych pogróżek wysyłanych przez nieznane osoby pod adresem szkół w okolicach dystryktu szkolnego Oxford i ostrzeżono inne kampusy przed możliwymi atakami naśladowców.